# Ice Cream Man
Albums de Master P
99 Ways to Die
(1995) Ghetto D
(1997)
Singles
1. Mr. Ice Cream Man
Sortie : 30 mars 1996
2. No More Tears
Sortie : 1997

Ice Cream Man est le cinquième album studio de Master P, sorti le 16 avril 1996.
Porté par le single à succès Mr. Ice Cream Man, l'album s'est classé 3e au Top R&B/Hip-Hop Albums et 26e au Billboard 200 et a été certifié disque de platine par la Recording Industry Association of America (RIAA) le 12 avril 2002, avec 1 640 000 copies vendues aux États-Unis.
Cet opus est également le début de la longue collaboration entre le label No Limit et Beats By the Pound, qui deviendront les producteurs attitrés du label.
Le magazine Complex a inclus Ice Cream Man à la 12e place de sa liste des « 25 meilleurs albums de No Limit ».

## Liste des titres
| No  | Titre                                                                            | Contient un (des) sample(s) de                                                     | Durée |
| --- | -------------------------------------------------------------------------------- | ---------------------------------------------------------------------------------- | ----- |
| 1.  | Intro                                                                            |                                                                                    | 2:50  |
| 2.  | Mr. Ice Cream Man (featuring Silkk the Shocker, Mia X et Mo B. Dick)             | Turn Off the Lights du World Class Wreckin' Cru Pop Goes the Weasel (Traditionnel) | 5:08  |
| 3.  | Time for a 187                                                                   |                                                                                    | 4:08  |
| 4.  | 1/2 on a Bag of Dank                                                             |                                                                                    | 3:17  |
| 5.  | Break 'Em Off Somethin' (featuring UGK)                                          |                                                                                    | 4:42  |
| 6.  | How G's Ride (featuring Big Ed et Silkk the Shocker)                             |                                                                                    | 3:54  |
| 7.  | No More Tears (featuring Mo B. Dick)                                             | In the Rain de Keith Sweat                                                         | 3:42  |
| 8.  | The Ghetto Won't Change (featuring Mo B. Dick)                                   | Holding Back the Years de Simply Red                                               | 3:49  |
| 9.  | Commercial                                                                       |                                                                                    | 1:09  |
| 10. | Playa from Around the Way (featuring Mo B. Dick et Silkk the Shocker)            |                                                                                    | 4:54  |
| 11. | Sellin' Ice Cream (featuring Mo B. Dick)                                         | Just Another Day de Queen Latifah                                                  | 3:50  |
| 12. | Time to Check My Crackhouse                                                      |                                                                                    | 4:09  |
| 13. | 'Bout It Bout It 2 (featuring Mia X)                                             |                                                                                    | 5:09  |
| 14. | Back Up Off Me                                                                   |                                                                                    | 5:13  |
| 15. | Never Ending Game                                                                |                                                                                    | 4:58  |
| 16. | Watch These Hoes (featuring Mr. Serv-On, Silkk the Shocker, Mo B. Dick et Tre-8) | I Got the Love de Starpoint (Not Just) Knee Deep de Funkadelic                     | 3:20  |
| 17. | 'Bout That Drama (featuring Silkk the Shocker)                                   |                                                                                    | 4:00  |
| 18. | Killer Pussy                                                                     |                                                                                    | 3:49  |
| 19. | Things Ain't What They Used to Be (featuring Mo B. Dick)                         |                                                                                    | 3:55  |
| 20. | My Ghetto Heroes (featuring Skull Duggery)                                       |                                                                                    | 4:44  |